# Izrael az 1956. évi nyári olimpiai játékokon
Izrael az ausztráliai Melbourne-ben és a svédországi Stockholmban megrendezett 1956. évi nyári olimpiai játékok egyik részt vevő nemzete volt. Az országot az olimpián 3 sportágban 3 sportoló képviselte, akik érmet nem szereztek.

## Atlétika
Férfi
| Versenyző     | Versenyszám | Selejtező | Selejtező | Döntő    | Döntő    |
| Versenyző     | Versenyszám | Eredmény  | Helyezés  | Eredmény | Helyezés |
| ------------- | ----------- | --------- | --------- | -------- | -------- |
| David Kushnir | Távolugrás  | 689 cm    | 25.       | kiesett  | kiesett  |

## Műugrás
Férfi
| Versenyző    | Versenyszám    | Selejtező | Selejtező | Döntő   | Döntő   | Döntő    |
| Versenyző    | Versenyszám    | Pont      | Helyezés  | Pont    | Össz.   | Helyezés |
| ------------ | -------------- | --------- | --------- | ------- | ------- | -------- |
| Yoav Ra'anan | Egyéni műugrás | 65,14     | 22.       | kiesett | kiesett | kiesett  |

## Úszás
Női
| Versenyző       | Versenyszám | Előfutam | Előfutam | Előfutam | Elődöntő | Elődöntő | Elődöntő | Döntő   | Döntő    |
| Versenyző       | Versenyszám | Idő      | Hely.    | Össz.    | Idő      | Hely.    | Össz.    | Idő     | Helyezés |
| --------------- | ----------- | -------- | -------- | -------- | -------- | -------- | -------- | ------- | -------- |
| Shoshana Rivner | 100 m gyors | 1:10,3   | 7.       | 30.*     | kiesett  | kiesett  | kiesett  | kiesett | kiesett  |

* - egy másik versenyzővel azonos időt ért el